# Werner Walther
Werner Walther (* 18. Juli 1928) war Fußballspieler in der DDR. In der höchsten Spielklasse des DDR-Fußballs, der Oberliga, spielte er für die BSG Chemie Leipzig und den SC Lokomotive Leipzig. Mit dem SC Lok wurde er 1957 Pokalsieger. Für die DDR-B-Nationalmannschaft bestritt Walther 1954 ein Länderspiel.

## Sportliche Laufbahn
Nach Ende des Zweiten Weltkrieges begann Walther bei der SG Markkleeberg Fußball zu spielen. Dort war er zuletzt 1952 in der drittklassigen Bezirksliga Leipzig aktiv. Am 2. November 1952 wechselte Walther zum DDR-Oberligisten Chemie Leipzig, wo er bereits eine Woche später von Trainer Otto Westphal als Mittelstürmer eingesetzt wurde. In die Stammelf rückte Walther aber erst auf, als im Winter 1952 sieben Stammspieler vom Ligakonkurrenten Vorwärts Leipzig abgeworben wurden. In der Rückrunde der Saison 1952/53 bestritt er als rechter Außenstürmer alle 18 Punktspiele und kam damit in seiner ersten Oberligaspielzeit auf insgesamt 24 Einsätze. 1953/54 fehlte er zwar bei den ersten vier Oberligaspielen, wurde danach aber in 22 Punktspielen vom neuen Trainer Alfred Kunze eingesetzt.
Als im September 1954 der Sportclub Lokomotive Leipzig gegründet wurde, übernahm dessen Fußballsektion die meisten Spieler der BSG Chemie, unter ihnen war auch Werner Walther. Er behielt seine Position auf der rechten Angriffsseite und bestritt in der Spielzeit 1954/55 22 der 26 ausgetragenen Punktspiele. Mit seinen acht Toren war er bester Schütze seiner Mannschaft. Bereits im Herbst 1954 war er in die B-Nationalmannschaft berufen worden und bestritt am 24. Oktober 1954 als Rechtsaußenstürmer das B-Länderspiel DDR – Bulgarien (0:0).
In den folgenden Spielzeiten gelang es Walther nicht, einmal eine Saison voll durchzuspielen. Während in der Übergangsrunde 1955 (Wechsel vom Sommer-Frühjahr-Spielkalender zum Kalenderjahr-Rhythmus) und in den Spielzeiten 1956 und 1957 insgesamt 65 Punktspiele in der Oberliga ausgetragen wurden, bestritt Walther nur 43 Partien. Allerdings wurde er 1957 erneut Torschützenkönig des SC Lok mit acht Treffern und gewann mit der Mannschaft auch den DDR-Fußballpokal nach einem 2:1-Sieg nach Verlängerung über den SC Empor Rostock. Im Endspiel am 22. Dezember 1957 wurde Walther auf seiner Stammposition als Rechtsaußen eingesetzt. Zwei weitere internationale Spiele hatte er schon ein Jahr zuvor 1956 mit der Leipziger Stadtauswahl im europäischen Messepokalwettbewerb bestritten. In den beiden Begegnungen gegen Lausanne-Sports (6:3, 3:7) spielte er einmal linksaußen und einmal halbrechts im Angriff und erzielte in jedem Spiel ein Tor. In der Saison 1958 spielte Walther zum letzten Mal in der Oberliga. Während er in der Hinrunde noch achtmal zum Einsatz kam, kam er danach nur noch in zwei Punktspielen zum Einsatz. Damit hatte er von 1952 bis 1958 121 Oberligaspiele bestritten und dabei 44 Tore erzielt.
1970 macht Walther noch einmal international auf sich aufmerksam, als er mit der von ihm betreuten DDR-U-18 das UEFA-Jugendturnier gewann, die inoffizielle Europameisterschaft dieser Altersklasse. Im Finale im schottischen Glasgow entschied nach einem 1:1 gegen die Niederlande der Losentscheid für die ostdeutschen Junioren.